# Cerro El Plomo
Cerro El Plomo är ett berg i Anderna nära Santiago, Chile. Med en höjd av 5 434 meter är det den högsta bergstoppen synlig från Santiago klara dagar. Den lämpliga tiden att bestiga berget är mellan november och mars. Under våren (september till november), gör ligger det stora mängder snö vid bergets fot. Bästa tiden är januari och mars då vägen dit är snöfri förutom en del specifika områden och klimatet är mer stabilt.
Inkafolket klättrade till toppen periodvis på 1400-talet. Första europeiska bestigningen av berget gjordes av Gustav Brandt och Rudolph Lucke 1896.

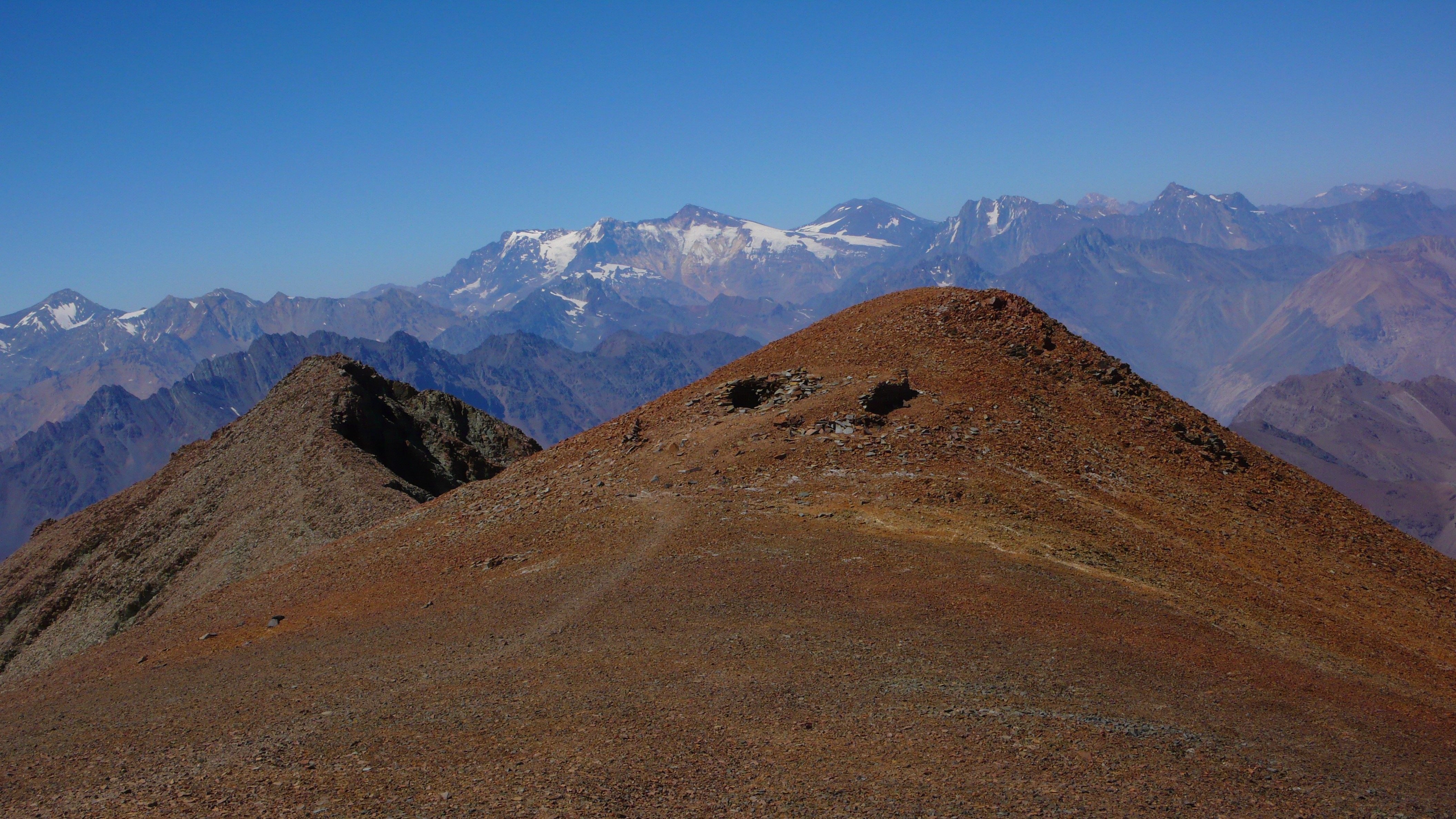
Platsen där mumien hittades.

## Mumie
Berget användes som en ceremoniell plats av Inka och blev känt efter den 30 mars 1953 då en mumie av ett åtta-nio år gammalt barn hittades på toppen. Mumien finns nu på Museo Nacional de Historia Natural i Santiago, Chile. Helgedomsplatsen på toppen är sedan 1 september 1998 uppsatt på Chiles tentativa världsarvslista.